# Taraxacum symphorilobum
Taraxacum symphorilobum — вид квіткових рослин з родини айстрових (Asteraceae). Вид зростає в Європі: Німеччина, Польща; це багаторічна рослина помірних біомів; належить до секції Taraxacum.